# Robin Schouten
Robin Schouten (Alkmaar, 25 februari 1998) is een Nederlands voetballer die als verdediger voor Septemvri Sofia speelt.

## Carrière
Schouten speelde in de jeugd van SV De Foresters en AZ, waar hij voor Jong AZ speelde. In het seizoen 2016/17 won hij met Jong AZ de Tweede divisie. Hij zat een keer op de bank bij het eerste elftal van AZ, in de met 0-1 gewonnen bekerwedstrijd tegen Telstar in 2015. In 2017 vertrok hij naar Jong Ajax, waar hij op 19 augustus 2017 debuteerde in een met 1-2 gewonnen uitwedstrijd tegen SC Cambuur. Hij kwam in de 74e minuut in het veld voor Darren Sidoel.
Bij de Amsterdammers bleef zijn inbreng beperkt tot drie optredens en daarom maakte hij in seizoen 2018-2019 de overstap op huurbasis naar FC Volendam. Bij Volendam kwam de rechtsback 33 competitiewedstrijden in actie, was hij betrokken bij vier doelpunten en pakte hij vijf gele kaarten.
Robin Schouten maakte in 2019 de transfer van Jong Ajax naar NAC Breda. Schouten is uiteindelijk tot 54 wedstrijden in het eerste elftal van NAC gekomen en kwam hierin tot vijf goals en veertien assists.
In de zomer van 2021 maakte Robin Schouten de stap naar het Deense SønderjyskE. Gedurende het seizoen 2022/23 speelde de verdediger op huurbasis voor De Graafschap.
Op 12 augustus 2023 tekende Schouten een contract tot medio 2025 bij Eerstedivisionist FC Emmen. Medio 2025 verliet hij de Emmenaren. Hij speelde 41 officiële wedstrijden in het rood-wit.
In juli 2025 werd Schouten gepresenteerd als nieuwe speler van Septemvri Sofia uit Bulgarije.